# David Buchan
Pour les articles homonymes, voir Buchan.
David Buchan (1780 - peu après le 8 décembre 1838) est un navigateur et explorateur écossais.

## Biographie
Officier de la Royal Navy, il navigue régulièrement vers Terre-Neuve entre 1808 et 1817. Il dirigera même une expédition en 1810 pour prendre contact avec les Béothuks mais celle-ci ne fut pas fructueuse. 
En 1818, il mène une autre expédition vers le pôle Nord aux côtés de John Franklin, alors lieutenant. Il commande la Dorothy et Franklin le Trent. Frederick William Beechey et George Back sont aussi à bord du Trent. L'expédition part de la Tamise le 25 avril 1818 mais le Trent souffre rapidement d'une voie d'eau. Le Spitzberg est atteint mais les navires sont bloqués par les glaces. Après plusieurs tentatives pour percer le pack, les navires étant trop endommagés, Buchan décide de revenir en Angleterre.  
De retour en 1819 à Terre-Neuve, il est en contact avec les captives Demasduit et Shanawdithit. En 1838 ou début 1839, il disparait en mer près de Calcutta.